# Briela Ojeda
Briela Ojeda (Londres, 1995) es una cantante colombiana de raíces nariñenses. Es guitarrista y sus temas visibilizan el feminismo.

## Carrera musical
Editó su primer EP en 2019, titulado Sodot a Rama luego de viajar como mochilera por América del Sur. En 2020 escribió el álbum Templo Komodo en Pasto.
Entre los temas que trata, destacan el feminismo y el cuidado. Imagina futuros diversos donde las voces de las mujeres tengan más espacios de participación en la escena musical. También canta sobre la naturaleza, en temas como Amazona endemoniada. Musicalmente, reconoce como influencia la Zona Andina Colombiana.

Compartió escenario con músicos como el uruguayo Jorge Drexler. Además de Colombia, tocó en México y España. Colaboró con otras artistas como La Muchacha en un dúo que han denominado Las Mijas.

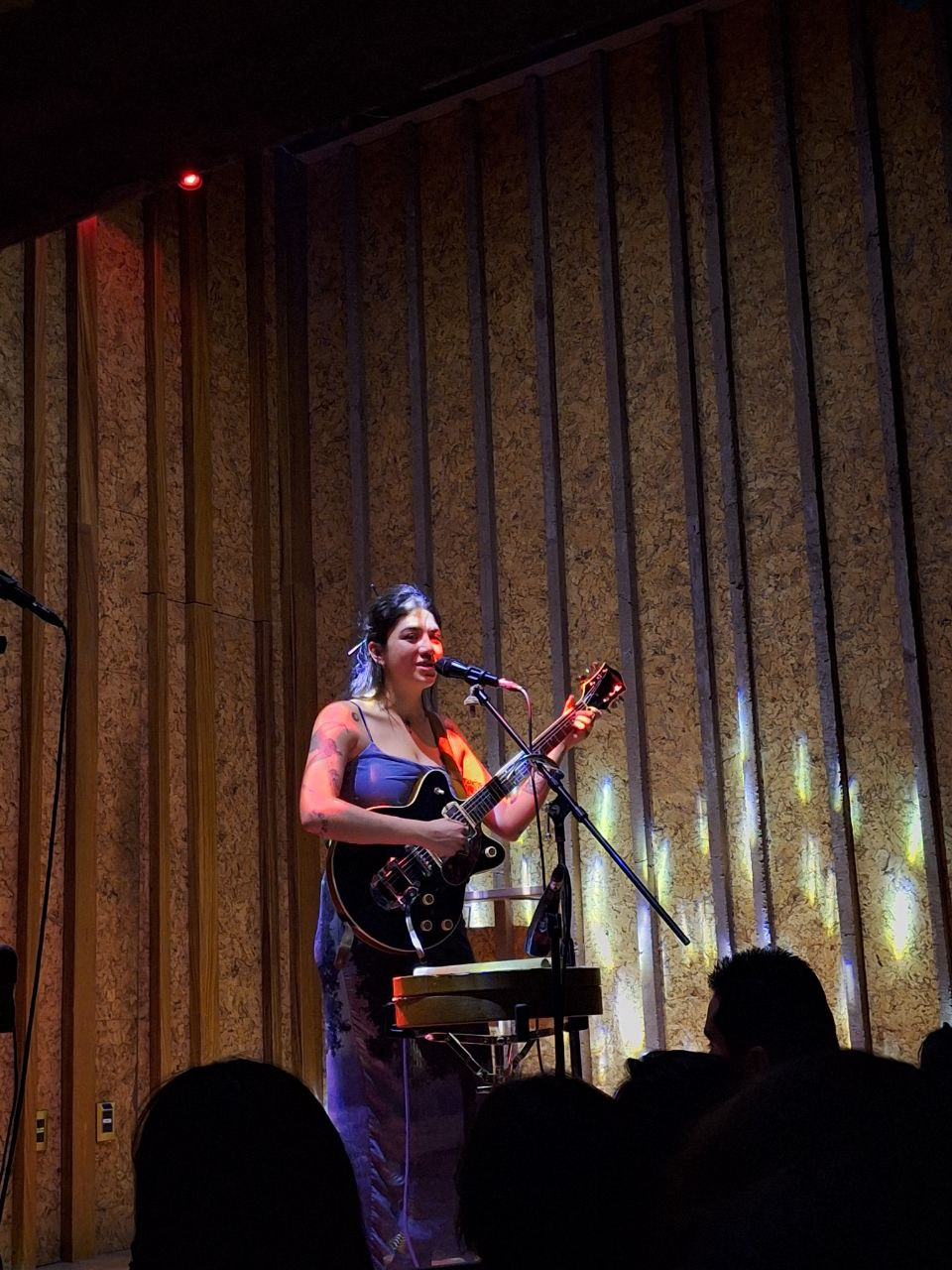
Briela Ojeda en Ciudad de México, 2025
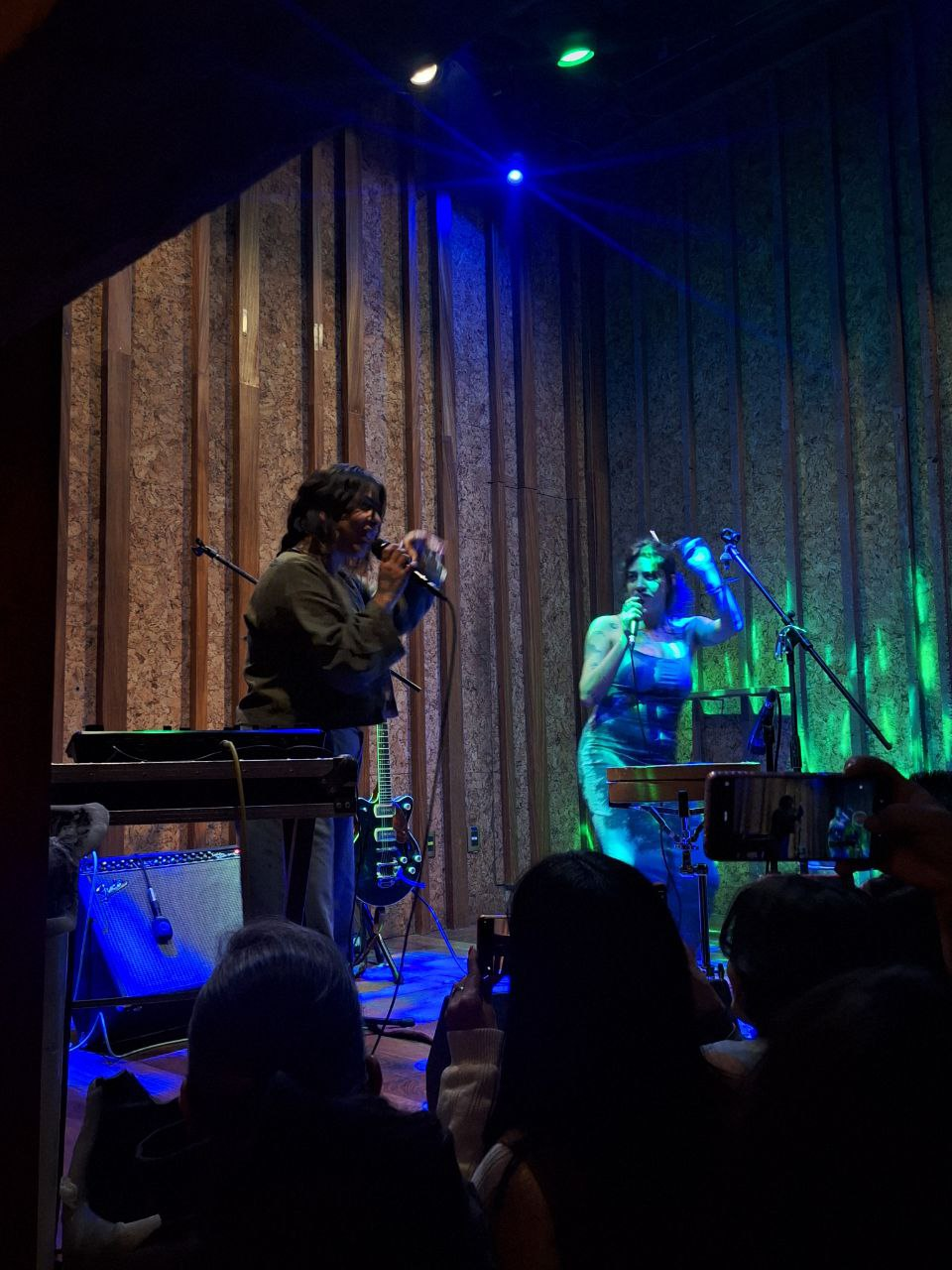
Briela Ojeda y la Muchacha en Ciudad de México, 2025

En sus presentaciones suele rodearse de mujeres que comparten su visión, creando un entorno de apoyo mutuo.

### Discografía
Su discografía está compuesta por:
- Sodot a Rama (EP) - 2019.
- El instante (sencillo) - 2020.
- Doña Justicia (Acústico) (sencillo) - 2020.
- Templo Komodo (sencillo) - 2020.
- Búhoz (sencillo) - 2021.
- Templo Komodo (álbum) - 2021.
- Cósmosis (sencillo) - 2021.
- Briela Ojeda - Noisesion (sencillo) - 2021.
- Los Árboles (Briela Ojeda) (sencillo) - 2021.
- Se va, se va (sencillo) - 2021.
- El pandorazo (Acústico) (sencillo) - 2021.
- Ronca (Carta para una mija) (sencillo) - 2021.
- Amazonas endemoniada (sencillo) - 2022.
- Aprenderé (en directo 2K23) (sencillo) - 2023.
- Calma (sencillo) - 2023.
- Avisarás (sencillo) - 2023.
- Briela Ojeda *Flotando juntos* Cloud Sounds (sencillo) - 2024.
- Selenita (sencillo) - 2024.
- La vida en otra parte (sencillo) - 2024.

### Influencias
Ojeda destaca como sus influencias musicales la Zona Andina Colombiana. También a músicas como La Muchacha, Lalo Cortés, Lianna, Delfina Dib, La Perla, Frente Cumbiero, Lucio Feuillet, Andrés Guerrero, N. Hardem, Mismo Perro y Andrea Echeverry. Otras influencias más lejanas son Silvana Estrada, Aurora Aksnes, Liana La Havas (SIC), Silvio Rodríguez y Natalia Lafourcade.

## Premios y nominaciones
- Su disco Templo Komodo (2021) fue seleccionado 45 entre el listado de los 50 grandes álbumes colombianos del siglo XXI.[12] Destacan los temas «Búhoz», «Nariz con raíz», «Luna Munay» y «Quesquequerés».

## Vida personal
Vivió en Nariño y en Bogotá. Un año y medio después de su nacimiento, llegó a Pasto, donde creció. Se graduó de diseño industrial en la Pontificia Universidad Javeriana  en donde ganó la 4° edición del concurso universitario "Javeriana Canta", con un cover de Liar de  Lianne La Havas